# 幻想への回帰
『幻想への回帰』（げんそうへのかいき、原題：Return to Fantasy）は、イングランドのバンド、ユーライア・ヒープが1975年に発表した8作目のスタジオ・アルバム。

## 背景
ゲイリー・セインに代わる新メンバーとして、ジョン・ウェットン（元ファミリー、キング・クリムゾン）が迎えられた。ミック・ボックスは後年、本作について「ゲイリー・セインがいた頃のバンドのケミストリーとは違っていたけど、それでも私達は、いかにもヒープらしいアルバムを作った。タイトル曲はヒープの代表曲だと思うよ」とコメントしている。
ウェットンは次作『ハイ・アンド・マイティ』（1976年）を最後に脱退した。

## 反響・評価
全英アルバムチャートでは6週トップ100入りして最高7位を記録し、バンド唯一の全英トップ10アルバムとなった。ノルウェーのアルバム・チャートでは22週トップ20入りし、最高2位を記録した。一方、アメリカのBillboard 200では最高85位に終わり、『悪魔と魔法使い』（1972年）以降のアルバムとしては初めて全米トップ40入りを逃した。
本作からのシングル「プリマ・ドンナ」は、ノルウェーのシングル・チャートにおいて12週連続でトップ10入りし、最高3位を記録した。
Donald A. Guariscoはオールミュージックにおいて5点満点中3点を付け「『スイート・フリーダム』や『夢幻劇』に引き続き、音楽的な実験も試みられているが、全体的には、それらのアルバムよりもハードにロックしており、より一貫性がある」「ユーライア・ヒープの最高傑作である『悪魔と魔法使い』などの作品と比べると一貫性に欠けるが、やはり強力かつ好感の持てるアルバムで、このグループのファンは間違いなく喜ぶだろう」と評している。Eduardo Rivadaviaは、Ultimate Classic Rockの企画「ユーライア・ヒープの楽曲トップ10」において、「幻想への回帰」を6位に挙げている。

## 収録曲
特記なき楽曲はデヴィッド・バイロン、ケン・ヘンズレー、ミック・ボックス、リー・カースレイクの共作。
1. 幻想への回帰 - "Return to Fantasy" (David Byron, Ken Hensley) - 5:51
2. シェイディ・レイディ - "Shady Lady" - 4:47
3. デヴィルズ・ドーター - "Devil's Daughter" - 4:49
4. ビューティフル・ドリーム - "Beautiful Dream" - 4:53
5. プリマ・ドンナ - "Prima Donna" - 3:09
6. 忘却への道 - "Your Turn to Remember" (K. Hensley) - 4:22
7. ショーダウン - "Showdown" - 4:19
8. 去ったのは何故 - "Why Did You Go" - 3:52
9. 一年か一日か - "A Year or a Day" (K. Hensley) - 4:29

### 1996年リマスターCDボーナス・トラック
1. "Shout It Out" (K. Hensley) - 3:35
  - シングル「プリマ・ドンナ」のB面曲[2]。
2. "The Time Will Come" - 4:10
  - シングル「幻想への回帰」のB面曲[2]。
3. "Beautiful Dream (Previously Unreleased Version)" - 5:49
4. "Return to Fantasy (Edited Version)" (D. Byron, K. Hensley) - 3:40

### 2004年リマスターCDボーナス・トラック
1. シャウト・イット・アウト - "Shout It Out" (K. Hensley) - 3:34
2. ザ・タイム・ウィル・カム - "The Time Will Come" - 4:08
3. プリマ・ドンナ（オルタネイト・デモ・ヴァージョン） - "Prima Donna (Alternate Demo Version)" - 4:05
4. 去ったのは何故（オルタネイト・デモ・ヴァージョン） - "Why Did You Go (Alternate Demo Version)" - 5:18
5. ショーダウン（オルタネイト・デモ・ヴァージョン） - "Showdown (Alternate Demo Version)" - 4:18
6. ビューティフル・ドリーム（オルタネイト・デモ・ヴァージョン） - "Beautiful Dream (Alternate Demo Version)" - 5:48
7. 幻想への回帰（未発表エクステンデッド・ヴァージョン） - "Return to Fantasy (Extended Version)" (D. Byron, K. Hensley) - 7:18

## 参加ミュージシャン
- デヴィッド・バイロン - リード・ボーカル
- ケン・ヘンズレー - キーボード、シンセサイザー、ギター、ボーカル
- ミック・ボックス - ギター
- ジョン・ウェットン - ベース、メロトロン、ボーカル
- リー・カースレイク - ドラムス、パーカッション、ボーカル